# Mounir al Motassadeq
Mounir al Motassadeq (arab. ‏منير المتصدق‎ Munīr al-Mutaṣaddiq; ur. 3 kwietnia 1974 w Marrakeszu) – Marokańczyk, jeden z podejrzanych w związku z zamachami z 11 września 2001.
W pierwszym na świecie procesie wszczętym w Niemczech w związku z zamachami z 11.9.2001 Motassadeq został skazany za pomoc terrorystom i od listopada 2001 znalazł się w areszcie.
Od roku 1993 studiował w Münster, a od 1995 w Uniwersytecie Technicznym Hamburg-Harburg.